# Kai Kazmirek
Kai Kazmirek (né le 28 janvier 1991 à Torgau) est un athlète allemand, spécialiste du décathlon.

## Biographie
Champion d'Allemagne en 2012, il remporte le titre de champion d'Europe espoirs l'année suivante à Tampere en battant son record personnel, en 8 366 points,
Son précédent record était de 8 130 points à Marbourg le 22 juillet 2012.
Il remporte le meeting de Götzis de 2015 avec un total de 8 462 points.
Le 12 août 2017, Kai Kazmirek décroche la médaille de bronze des Championnats du monde de Londres avec 8 488 points, devancé sur le podium par Kevin Mayer (8 768) et Rico Freimuth (8 564). Le 3 mars 2018, l'Allemand échoue au pied du podium de l'heptathlon des championnats du monde en salle de Birmingham avec 6 238 points, un nouveau record personnel.
Avec 8 329 points, il termine 4e du meeting de Götzis 2018, derrière le Néerlandais Pieter Braun et devant son compatriote Mathias Brugger.
Il se classe 17e des championnats du monde 2019 à Doha avec 7 414 pts.

## Palmarès
| Date | Compétition                           | Lieu                                  | Résultat | Discipline | Points     |
| ---- | ------------------------------------- | ------------------------------------- | -------- | ---------- | ---------- |
| 2009 | Championnats d'Europe juniors         | Novi Sad                              | 3e       | Décathlon  | 7 639 pts  |
| 2010 | Championnats du monde juniors         | Moncton                               | 6e       | Décathlon  | 7 638 pts  |
| 2013 | Championnats d'Europe espoirs         | Tampere                               | 1er      | Décathlon  | 8 366 pts  |
| 2014 | Championnats du monde en salle        | Sopot                                 | 6e       | Heptathlon | 6 173 pts  |
| 2014 | Hypo-Meeting                          | Götzis                                | 2e       | Décathlon  | 8 471 pts  |
| 2014 | Championnats d'Europe                 | Zurich                                | 6e       | Décathlon  | 8 458 pts  |
| 2015 | Hypo-Meeting                          | Götzis                                | 1er      | Décathlon  | 8 462 pts  |
| 2015 | Championnats du monde                 | Pékin                                 | 6e       | Décathlon  | 8 448 pts  |
| 2016 | Hypo-Meeting                          | Götzis                                | 3e       | Décathlon  | 8 318 pts  |
| 2016 | Mehrkampf-Meeting Ratingen            | Ratingen                              | 2e       | Décathlon  | 8 323 pts  |
| 2016 | Jeux olympiques                       | Rio de Janeiro                        | 4e       | Décathlon  | 8 580 pts  |
| 2016 | Coupe du monde des épreuves combinées | Coupe du monde des épreuves combinées | 1er      | Décathlon  | 25 221 pts |
| 2017 | Mehrkampf-Meeting Ratingen            | Ratingen                              | 3e       | Décathlon  | 8 478 pts  |
| 2017 | Championnats du monde                 | Londres                               | 3e       | Décathlon  | 8 488 pts  |
| 2017 | Décastar                              | Talence                               | 2e       | Décathlon  | 8 020 pts  |
| 2017 | Coupe du monde des épreuves combinées | Coupe du monde des épreuves combinées | 3e       | Décathlon  | 24 986 pts |
| 2018 | Championnats du monde en salle        | Birmingham                            | 4e       | Heptathlon | 6 238 pts  |
| 2018 | Hypo-Meeting                          | Götzis                                | 6e       | Décathlon  | 8 224 pts  |
| 2019 | Mehrkampf-Meeting Ratingen            | Ratingen                              | 1er      | Décathlon  | 8 444 pts  |
| 2019 | Championnats du monde                 | Doha                                  | 17e      | Décathlon  | 7 414 pts  |
| 2021 | Jeux olympiques                       | Tokyo                                 | 14e      | Décathlon  | 8 126 pts  |
| 2022 | Championnats du monde                 | Eugene                                | 12e      | Décathlon  | 8 113 pts  |
| 2022 | Championnats d'Europe                 | Munich                                | 8e       | Décathlon  | 8 151 pts  |

## Records
| Épreuve           | Performance    | Lieu                        | Date                                                     |
| ----------------- | -------------- | --------------------------- | -------------------------------------------------------- |
| 100 mètres        | 10 s 62 (+1.1) | Götzis                      | 28 mai 2016                                              |
| Saut en longueur  | 7,74 m (-0.2)  | Ratingen                    | 29 juin 2019                                             |
| Lancer du poids   | 14,94 m        | Götzis                      | 25 mai 2019                                              |
| Saut en hauteur   | 2,15 m         | Götzis                      | 31 mai 2014                                              |
| 400 mètres        | 46 s 75        | Ostrava                     | 14 juillet 2011                                          |
| 110 mètres haies  | 14 s 05        | Zurich                      | 13 août 2014                                             |
| Lancer du disque  | 45,83 m        | Hachenburg                  | 2 mai 2015                                               |
| Saut à la perche  | 5,20 m         | Tampere Pékin Ratingen Doha | 12 juillet 2013 29 août 2015 25 juin 2017 3 octobre 2019 |
| Lancer du javelot | 64,60 m        | Rio de Janeiro              | 18 août 2016                                             |
| 1 500 mètres      | 4 min 30 s 75  | Götzis                      | 27 mai 2018                                              |
| Décathlon         | 8 580 pts      | Rio de Janeiro              | 18 août 2016                                             |

| Épreuve          | Performance   | Lieu             | Date                    |
| ---------------- | ------------- | ---------------- | ----------------------- |
| 60 mètres        | 7 s 01        | Tallinn          | 6 février 2015          |
| Saut en longueur | 7,68 m        | Birmingham       | 2 mars 2018             |
| Lancer du poids  | 14,55 m       | Birmingham       | 2 mars 2018             |
| Saut en hauteur  | 2,09 m        | Hambourg         | 30 janvier 2016         |
| 60 mètres haies  | 7 s 95        | Birmingham       | 3 mars 2018             |
| Saut à la perche | 5,20 m        | Sopot Birmingham | 8 mars 2014 3 mars 2018 |
| 1 000 mètres     | 2 min 39 s 51 | Sopot            | 8 mars 2014             |
| Heptathlon       | 6 238 pts     | Birmingham       | 3 mars 2018             |